# Triops multifidus
Triops multifidus – gatunek przekopnicy występujący w Maroku. Jego ciało składa się z 33 do 37 segmentów, z których 1/3 okrywa mierzący w okolicach 16 mm karapaks.